# 金塞拉峰
83°41′S 56°53′W / 83.683°S 56.883°W
金塞拉峰（英語：Kinsella Peak）是南極洲的山峰，位於伊利沙伯女皇地，屬於彭薩科拉山脈中尼普頓山脈的一部分，美國地質調查局根據測量和美國海軍拍攝的空中照片繪入地圖，現時由南極條約體系管理。